# توماس جي. لوسون
توماس جي. لوسون (بالإنجليزية: Thomas G. Lawson)‏ هو قاضي ومحامي وسياسي أمريكي، ولد في 2 مايو 1835 في إتونتون في الولايات المتحدة، وتوفي بنفس المكان في 16 أبريل 1912. حزبياً، نشط في الحزب الديمقراطي. وقد انتخب عضو مجلس النواب الأمريكي.